# Маскарад (фільм, 1941)
«Маскарад» (рос. «Маскарад») — російський радянський повнометражний чорно-білий художній фільм; поставив його на Кіностудії «Ленфільм» 1941 року режисер Сергій Герасимов за драмою у віршах М. Ю. Лермонтова.

## Зміст
Фільм знято за однойменною драмою Михайла Лермонтова. Головний герой — Євген Арбенин, світський пройдисвіт і гравець, що насолив у свій час дуже багатьом. Після зустрічі з милою красунею Ніною він повністю змінює своє життя й одружується з нею. Та буквально за лічені години минуле стукає до нього знову, отруюючи його ревнощами. Він убиває Ніну. І лише опісля дізнається, що його ревнощі були безпідставні.

## Ролі
- Микола Мордвинов — Засл. арт Респ. — Арбенин
- Тамара Макарова — лауреат Сталінської премії — Ніна
- Михайло Садовський — князь Звездич
- Софія Магарілл — Засл. арт Респ. — баронеса Штраль
- Антонін Панкришев — Казарин
- Еміль Галь — Шприх
- Сергій Герасимов — Невідомий
- Михайло Іванов — епізод (в титрах не вказаний)
- Урсула Круг — гостя на балу (в титрах не вказана)
- Любов Соколова — учасниця балу (в титрах не вказана)

## Знімальна група
- Сценарій і постановка — лауреат Сталінської премії — Сергій Герасимов
- Головний оператор — В'ячеслав Гарданов
- Оператори — Мойсей Магід, Лев Сокольський
- Композитор — Венедикт Пушков
- Головний художник — Семен Мейнкін
- Художник — В. Калягін
- Костюми — Євгенія Словцова, П. Горохов
- Реквізитор — Анна Тубеншляк (в титрах не вказана)
- Директор картини — Михайло Левін
- Асистенти режисера — Еміль Галь, Г. Саркісов, В. Спаська
- Асистент з монтажу — Є. Радіонова
- Звукооператори — Захар Залкінд, Костянтин Гордон
- Консультанти — професор Борис Ейхенбаум, Владислав Глінка
- Танці — В. Чеснаков